# Rhipidomys leucodactylus
Espèce
Statut de conservation UICN

 LC  : Préoccupation mineure
Rhipidomys leucodactylus est un petit rongeur du genre Rhipidomys et  de la famille des Cricétidés.